# Anandanagar
Anandanagar es una ciudad censal situada en el distrito de Tripura occidental en el estado de Tripura (India). Su población es de 13814 habitantes (2011). 

## Demografía
Según el censo de 2011 la población de Anandanagar era de 13814 habitantes, de los cuales 6984 eran hombres y 6830 eran mujeres. Anandanagar tiene una tasa media de alfabetización del 89,44%, superior a la media estatal del 87,22%: la alfabetización masculina es del 92,94%, y la alfabetización femenina del 85,88%.